# Cesare del Cancia
Cesare del Cancia (Buti, 6 de mayo de 1915 - 25 de abril de 2011) fue un ciclista italiano profesional entre 1936 y 1946.
Durante su carrera deportiva consiguió 10 victorias, entre ellas la Milán-San Remo de 1937 y 3 etapas en el Giro de Italia. En esta última carrera participó en 6 ocasiones, acabando tres veces entre los 10 primeros.

## Palmarés
1933
- Giro del Casentino

1936
- Milán-Turín
- Tres Valles Varesinos

1937
- Milán-San Remo
- Giro de Emília
- 1 etapa en el Giro de Italia
- 2.º en el Campeonato de Italia en Ruta

1938
- Giro del Lazio
- 2 etapas del Giro de Italia

## Resultados en las grandes vueltas
| Carrera         | 1936 | 1937 | 1938 | 1939 | 1940 | 1941 | 1942 | 1943 | 1944 | 1945 | 1946 |
| --------------- | ---- | ---- | ---- | ---- | ---- | ---- | ---- | ---- | ---- | ---- | ---- |
| Giro de Italia  | 13.º | 5.º  | 7.º  | 8.º  | 18.º | -    | -    | -    | -    | -    | 27.º |
| Tour de Francia | -    | -    | -    | -    | -    | -    | -    | -    | -    | -    | -    |
| Vuelta a España | -    | -    | -    | -    | -    | -    | -    | -    | -    | -    | -    |
| Mundial en Ruta | -    | -    | -    | -    | -    | -    | -    | -    | -    | -    | -    |

-: no participa 

Ab.: abandono